# Cambará do Sul
Cambará do Sul is een gemeente in de Braziliaanse deelstaat Rio Grande do Sul. De gemeente telt 7.238 inwoners (schatting 2009).

## Aangrenzende gemeenten
De gemeente grenst aan Jaquirana, São Francisco de Paula, São José dos Ausentes, Jacinto Machado (SC), Praia Grande (SC)  en Timbé do Sul (SC).

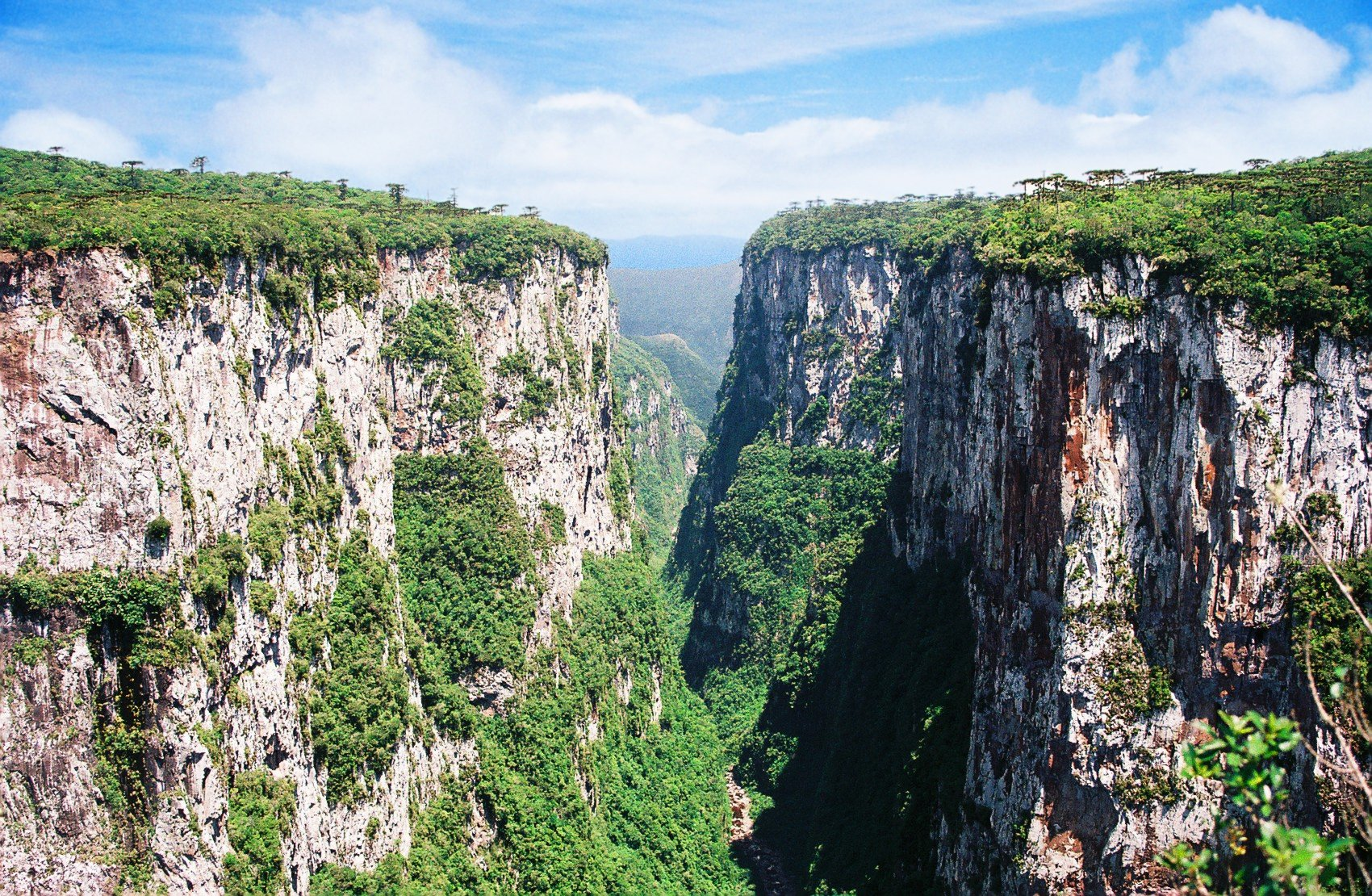
Ravijn bij Itaimbézinho